# Butalbital
Butalbital ist ein Barbiturat mit mittellanger Wirkdauer. Aufgrund seiner Auflistung in Anlage II des Betäubungsmittelgesetzes (verkehrsfähige, aber nicht verschreibungsfähige Betäubungsmittel), wird es in Deutschland nicht mehr als Arzneistoff verwendet. In anderen Ländern wird es, meist in Kombination mit anderen Analgetika wie Paracetamol oder Acetylsalicylsäure, als letztes Mittel zur Behandlung von Kopfschmerzen und in Kombination mit Codein zur Behandlung von Spannungskopfschmerz verwendet.

## Nebenwirkungen
Mögliche Nebenwirkungen sind Schwindel, Schläfrigkeit, Rauschzustände, Benommenheit, Beeinträchtigung des Urteilsvermögens, Amnesie, Übelkeit, Durchfall, Obstipation und Euphorie. Sehr selten tritt als Nebenwirkung das Stevens-Johnson-Syndrom auf.

## Risiken
Wie die meisten Barbiturate führt auch Butalbital schnell zur Abhängigkeit. Die Mischung von Butalbital mit Alkohol, Benzodiazepinen und anderen Substanzen, die dämpfend auf das zentrale Nervensystem wirken, führt meist zu einer höheren Toxizität, Atemdepression und in Extremfällen zu Koma und Tod. Butalbital wird von vielen opiatabhängigen Personen benutzt, um die Opiatwirkung zu verstärken.